# Euryurus orestes
Euryurus orestes är en mångfotingart som beskrevs av Hoffman 1978. Euryurus orestes ingår i släktet Euryurus och familjen Aphelidesmidae. Inga underarter finns listade i Catalogue of Life.